# Encarsia viggianii
Encarsia viggianii is een vliesvleugelig insect uit de familie Aphelinidae. De wetenschappelijke naam is voor het eerst geldig gepubliceerd in 1998 door Huang & Polaszek.